# Стратосфера
Стратосфе́ра — шар земної атмосфери між тропосферою і мезосферою (від 10—18 км до 40—50 км).
Для стратосфери характерним є зростання температури повітря з висотою: від —45…—75° C на нижній межі (у тропопаузі) до —20…+20° C на верхній межі (у стратопаузі). Підвищення температури відбувається завдяки поглинанню сонячного ультрафіолетового випромінювання озоновим шаром. У регулюванні температурного режиму головну роль відіграє випромінювання. Через зазначені причини у стратосфері відсутні турбулентні потоки. Майже відсутня водяна пара. У стратосфері затримується більша частина короткохвильового ультрафіолетового випромінювання (180—200 нм) та відбувається його перетворення на тепло.
В атмосферах інших планет такого шару немає, їхню мезосферу іноді називають стратомезосферою.

## Дослідження
Перші польоти до стратосфери здійснив на початку 1930-х років швейцарський дослідник та винахідник Огюст Пікар на сконструйованому ним стратостаті FNRS-1.
16 жовтня 2023 року, в науковому виданні Університету Каліфорнії у Сан-Дієго (США) було опубліковано результати дослідження стану стратосфери на висоті 19 км від поверхні Землі. Дослідники використовували для збору стратосферні літаки НАСА WB-57 і ER-2. WB-57 здійснив політ на висоті 19 км над Аляскою, ER-2 — в аналогічних умовах над основною територією США. В ході дослідження було встановлено, що в верхніх шарах атмосфери містяться аерозольні частинки алюмінію, літію, міді і свинцю. Зафіксовані концентрації цих сполук були набагато вище, ніж ті, які могли бути викликані природними джерелами, такими як випаровування космічного пилу і метеоритів при їх зіткненні з атмосферою. Навпаки, вміст забруднюючих речовин відповідав складу сплавів, що використовуються при виробництві штучних супутників і ракет.